# Solomon Linda
Pour les articles homonymes, voir Linda.
Solomon Ntsele, plus connu comme Solomon Linda (1909 - 8 septembre 1962) est un musicien, chanteur et compositeur zoulou sud-africain qui a écrit la chanson Mbube qui devint plus tard un morceau populaire dans sa version The Lion Sleeps Tonight, et donna son nom à un style d'isicathamiya a cappella popularisé par Ladysmith Black Mambazo.
Malgré la popularité de la chanson, Solomon Linda vécut et mourut dans la pauvreté.

## Jeunesse et débuts
Solomon Popoli Linda est né non loin de Pomeroy dans la région rurale et misérable de Msinga, en pays zoulou. Il entra à l'école « Gordon Memorial Mission school ». Influencé par la vague de musiques syncopées qui avait déferlé des États-Unis sur l'Afrique du Sud, déjà dans les années 1880, il créa des chansons zouloues qu'il chanta ensuite avec des amis lors de mariages ou de réceptions.
En 1931 Linda suivit le courant des jeunes Africains qui partaient de chez eux pour trouver un travail peu gratifiant mais vital à Johannesbourg, en ce temps très étendue et exploitant ses mines d'or. Solomon Linda trouva un emploi dans le magasin de meubles de son oncle, et le reste du temps chanta dans la chorale des Evening Birds, séparée en 1933. Il fonda alors un nouveau groupe qui gardait le nom d'Evening Birds, et se mit à travailler à l'hôtel Carlton de Johannesbourg.
Le groupe passa d'animations dans les banquets aux compétitions de chant. La popularité de Linda grandit avec les Evening Birds qui présentaient un numéro très apprécié, habillés de queue-de-pies rayés, de chapeaux melon et de godillots noirs et blancs.

## Mbube
Après que Linda eut commencé à travailler pour la Gallo Record Company en 1939, les Evening Birds furent repérés par le dénicheur de la firme, Griffith Motsieloa. Un immigrant italien, Eric Gallo, possédait à cette époque le seul studio d'enregistrement subsaharien, et c'est là qu'en enregistrant un bon nombre de chansons, Linda improvisa « Mbube », qui signifie « lion » en zoulou.
Le disque fut un grand succès en Afrique du Sud durant les années 1940. Mais Linda ne reçut pour son enregistrement que 10 schilling (moins de 2 dollars) et plus rien par la suite, contrairement aux règles en vigueur et bien que la chanson fût reprise aux États-Unis et en Europe, les royalties ne lui furent pas versées, car les producteurs ont profité de son ignorance de ses droits.
Le succès ayant passé dans son pays, il occupe des emplois subalternes puis tombe malade des reins. Il meurt en 1962 sans argent pour payer une pierre tombale.

## Reconnaissance des droits
Au début des années 2000 un journaliste sud-africain, Rian Malan, enquête sur l'origine du titre et de son auteur, et sur les faibles sommes que les héritiers ont perçues. Ses descendants ont poursuivi Disney devant les tribunaux pour l'utilisation de cette chanson dans le film et la comédie musicale Le Roi lion, et les artistes ayant utilisé la chanson de Solomon Linda sans payer les droits d'auteur correspondants.
Un jugement accorde en 2006 des droits aux filles de Solomon Linda, qui jusque-là vivaient dans la pauvreté.